# Scottish Premier League w piłce siatkowej mężczyzn
Scottish Premier League – najwyższa w hierarchii klasa męskich ligowych rozgrywek siatkarskich w Szkocji. Zmagania w jej ramach toczą się cyklicznie (co sezon), systemem ligowym z fazą play-off, która wyłania najlepszą siatkarską drużynę Szkocji. Organizatorem i organem prowadzącym rozgrywki jest Szkocki Związek Piłki Siatkowej (Scottish Volleyball Association).
Po raz pierwszy rozgrywki odbyły się w sezonie 1968/1969. Do końca sezonu 2014/2015 najwyższa klasa rozgrywkowa nosiła nazwę Division 1, natomiast od sezonu 2015/2016 - Premier League.

## Medaliści
| Sezon     | 1. miejsce                                           | 2. miejsce                                           | 3. miejsce                                           |
| --------- | ---------------------------------------------------- | ---------------------------------------------------- | ---------------------------------------------------- |
| 1968/1969 | Dalziel VC                                           |                                                      |                                                      |
| 1969/1970 | Edinburgh University                                 |                                                      |                                                      |
| 1970/1971 | Edinburgh University                                 |                                                      |                                                      |
| 1971/1972 | Coatbridge YMCA                                      |                                                      |                                                      |
| 1972/1973 | Dalziel VC                                           |                                                      |                                                      |
| 1973/1974 | Telford VC                                           |                                                      |                                                      |
| 1974/1975 | Kirkton Dundee                                       |                                                      |                                                      |
| 1975/1976 | Telford VC                                           |                                                      |                                                      |
| 1976/1977 | Telford VC                                           |                                                      |                                                      |
| 1977/1978 | Kirkton Dundee                                       |                                                      |                                                      |
| 1978/1979 | Telford VC                                           |                                                      | Kilmarnock                                           |
| 1979/1980 | Murray International Metals Edinburgh                |                                                      | Kilmarnock                                           |
| 1980/1981 | Murray International Metals Edinburgh                |                                                      |                                                      |
| 1981/1982 | Murray International Metals Edinburgh                |                                                      |                                                      |
| 1982/1983 | Murray International Metals Edinburgh                |                                                      |                                                      |
| 1983/1984 | Murray International Metals Edinburgh                |                                                      |                                                      |
| 1984/1985 | Murray International Metals Edinburgh                |                                                      |                                                      |
| 1985/1986 | Team Krystal Klear                                   |                                                      |                                                      |
| 1986/1987 | Murray International Metals Edinburgh                |                                                      |                                                      |
| 1987/1988 | Team Krystal Klear                                   |                                                      |                                                      |
| 1988/1989 | Kinleith Plant Edinburgh                             |                                                      |                                                      |
| 1989/1990 | Team Krystal Klear                                   |                                                      |                                                      |
| 1990/1991 | Team Novasport DV                                    |                                                      |                                                      |
| 1991/1992 | West Coast Kilmarnock                                |                                                      |                                                      |
| 1992/1993 | City of Glasgow Ragazzi                              |                                                      |                                                      |
| 1993/1994 | City of Glasgow Ragazzi                              |                                                      |                                                      |
| 1994/1995 | City of Glasgow Ragazzi                              |                                                      |                                                      |
| 1995/1996 | City of Glasgow Ragazzi                              |                                                      |                                                      |
| 1996/1997 | City of Glasgow Ragazzi                              |                                                      |                                                      |
| 1997/1998 | City of Glasgow Ragazzi                              |                                                      |                                                      |
| 1998/1999 | Kilmarnock                                           |                                                      |                                                      |
| 1999/2000 | Kilmarnock                                           |                                                      |                                                      |
| 2000/2001 | Kilmarnock                                           | City of Glasgow Ragazzi                              |                                                      |
| 2001/2002 | Kilmarnock                                           |                                                      |                                                      |
| 2002/2003 | Kilmarnock                                           |                                                      |                                                      |
| 2003/2004 | City of Glasgow Ragazzi                              | Kilmarnock                                           | Glasgow Mets                                         |
| 2004/2005 | City of Glasgow Ragazzi                              |                                                      |                                                      |
| 2005/2006 | Kilmarnock                                           | City of Glasgow Ragazzi                              | Glasgow Mets                                         |
| 2006/2007 | Kilmarnock                                           | City of Glasgow Ragazzi                              | Muir Matheson Bon Accord                             |
| 2007/2008 | Kilmarnock                                           | Glasgow Mets                                         | Dundee                                               |
| 2008/2009 | Glasgow Mets                                         | Kilmarnock                                           | City of Edinburgh                                    |
| 2009/2010 | City of Edinburgh                                    | Kilmarnock                                           | Glasgow Mets                                         |
| 2010/2011 | Glasgow Mets                                         | Kilmarnock Blaze                                     | City of Glasgow Ragazzi                              |
| 2011/2012 | Kilmarnock Blaze                                     | City of Edinburgh                                    | Glasgow Mets                                         |
| 2012/2013 | City of Edinburgh                                    | Edinburgh Jets                                       | Kilmarnock Blaze                                     |
| 2013/2014 | Edinburgh Jets                                       | Glasgow Mets                                         | City of Edinburgh                                    |
| 2014/2015 | South Ayrshire                                       | Glasgow Mets                                         | City of Edinburgh                                    |
| 2015/2016 | City of Glasgow Ragazzi                              | South Ayrshire                                       | City of Edinburgh                                    |
| 2016/2017 | City of Glasgow Ragazzi                              | City of Edinburgh                                    | Bon Accord                                           |
| 2017/2018 | City of Glasgow Ragazzi                              | South Ayrshire                                       | City of Edinburgh                                    |
| 2018/2019 | City of Glasgow Ragazzi                              | City of Edinburgh                                    | South Ayrshire                                       |
| 2019/2020 | City of Edinburgh                                    | —                                                    | —                                                    |
| 2020/2021 | Z powodu pandemii COVID-19 rozgrywki nie odbyły się. | Z powodu pandemii COVID-19 rozgrywki nie odbyły się. | Z powodu pandemii COVID-19 rozgrywki nie odbyły się. |
| 2021/2022 | City of Edinburgh                                    | City of Glasgow Ragazzi                              | NUVOC                                                |
| 2022/2023 | City of Glasgow Ragazzi                              | City of Edinburgh                                    | NUVOC                                                |
| 2023/2024 | City of Glasgow Ragazzi                              | City of Edinburgh                                    | Edinburgh Jets Bears                                 |
| 2024/2025 | City of Glasgow Ragazzi                              | NUVOC                                                | City of Edinburgh Edinburgh Jets Bears               |